# Angela Pleasence
Pour les articles homonymes, voir Pleasence.
Angela Pleasence, née le 30 septembre 1941 à Chapeltown (en) (une localité du Yorkshire du Sud, au nord de Sheffield), dans le West Riding of Yorkshire, en Angleterre, est une actrice britannique.

## Biographie
Fille de l'acteur Donald Pleasence, Angela Pleasence suit sa formation en art dramatique à la Royal Academy of Dramatic Art jusqu'en 1963.

## Filmographie partielle

### Au cinéma
- 1968 : Trois petits tours et puis s'en vont : le laideron dont nul ne veut
- 1973 : The Love Ban : la secrétaire de Mick
- 1973 : Les Dix Derniers Jours d'Hitler (Hitler: The Last Ten Days) d'Ennio De Concini: Trude
- 1974 : Frissons d'outre-tombe : Emily Underwood (segment 2 "An Act of Kindness")
- 1974 : Les Symptômes (Symptoms) de José Ramón Larraz : Helen
- 1980 : Les Yeux du mal (The Godsend) : L'étrangère
- 1988 : Stealing Heaven : Sister Cecilia
- 1991 : La Montre, la Croix et la Manière : la sœur de Louis
- 1996 : The Shaman : Shaman
- 1997 : The Pig's Family : Rosy
- 2001 : The Search for John Gissing : Johanna Frielduct
- 2002 : Gangs of New York : Woman Accomplice
- 2005 : Conflict : Sarah
- 2005 : Waverley : Waverley
- 2006 : The Gigolos : Joy
- 2011 : Votre Majesté (Your Highness) : la mère

### À la télévision
- 1970 : The Six Wives of Henry VIII de Naomi Capon et John Glenister : Catherine Howard (série télévisée)
- 1978 : Les Misérables de Glenn Jordan : Fantine (téléfilm)
- 2004 : Meurtre au presbytère (The Murder at the Vicarage) de Charlie Palmer : (série télévisée Miss Marple) : Miss Hartnell
- 2007 : Doctor Who dans l'épisode Peines d'amour gagnées : La reine Élisabeth Ire
- 2009 : Rendez-vous avec la mort (Appointment with Death) de Ashley Pearce : (série télévisée Hercule Poirot) : la nounou